# Bandiera dell'Ungheria
La bandiera dell'Ungheria è un tricolore a bande orizzontali rosso (in alto), bianco e verde.  In questa forma è la bandiera ufficiale ungherese dal 1957.

## Storia
Secondo la tradizione storica, il tricolore orizzontale venne adottato durante la rivoluzione del 1848. Il rosso simboleggia la forza, il bianco la fedeltà e il verde la speranza.
Il 1º agosto 1869, a seguito dell'Ausgleich, l'imperatore Francesco Giuseppe d'Austria unì i vessilli dell'arciducato d'Austria e del regno d'Ungheria nella bandiera dell'Impero austro-ungarico.
Fino al 1946, lo stemma con la Corona di Santo Stefano era posto al centro della bandiera.
Durante il periodo del comunismo (1948-1956) uno stemma con la stella rossa venne posto al centro della bandiera. Durante la rivoluzione ungherese del 1956 questo venne tagliato dalla bandiera, e il tricolore con un buco nel mezzo divenne il simbolo della rivolta.
A seguito della caduta del nuovo governo e con la restaurazione del regime comunista nella bandiera fu introdotto un nuovo simbolo ma non in maniera ufficiale.
La bandiera è stata successivamente, a volte, decorata con lo stemma storico dell'Ungheria al centro.

## Bandiere storiche

Stendardo del Principato d'Ungheria (895-1000)
Stendardo del Regno d'Ungheria sotto Stefano I d'Ungheria (1000-1038)
Stendardo del Regno d'Ungheria (1046-1172)
Stendardo del Regno d'Ungheria sotto Béla III (1172-1196)
Stendardo del Regno d'Ungheria (XIII secolo)
Stendardo della dinastia degli Arpadi (XIII secolo)
Insegna del Regno d'Ungheria (XV secolo)
Insegna del Regno d'Ungheria sotto Ladislao II (1490-1516)
La bandiera asburgica, vessillo del Regno d'Ungheria fino al 1848, poi dal 1849 al 1867
Bandiera del Regno d'Ungheria (1848-1849, 1867-1869)
Bandiera dell'Austria-Ungheria (1869-1918)
Bandiera dell'Ungheria (1869-1874)
Bandiera ungherese (1874-1896)
Bandiera ungherese (1896-1915)
Bandiera ungherese (1915-1918)
Bandiera della Repubblica Democratica di Ungheria (1918-1919)
Bandiera rossa della Repubblica Sovietica Ungherese (1919)
Bandiera del Regno d'Ungheria (1920-1946), tuttora utilizzata a fianco a quella ufficiale
Bandiera della Repubblica Ungherese (1946-1949)
Bandiera della Repubblica Popolare d'Ungheria (1949-1956)
Bandiera della Rivoluzione ungherese del 1956
Bandiera di Stato della Repubblica Popolare d'Ungheria (1957-1989)
Bandiera della Repubblica Popolare d'Ungheria e attuale bandiera (1957-oggi)